# Joaquim IV

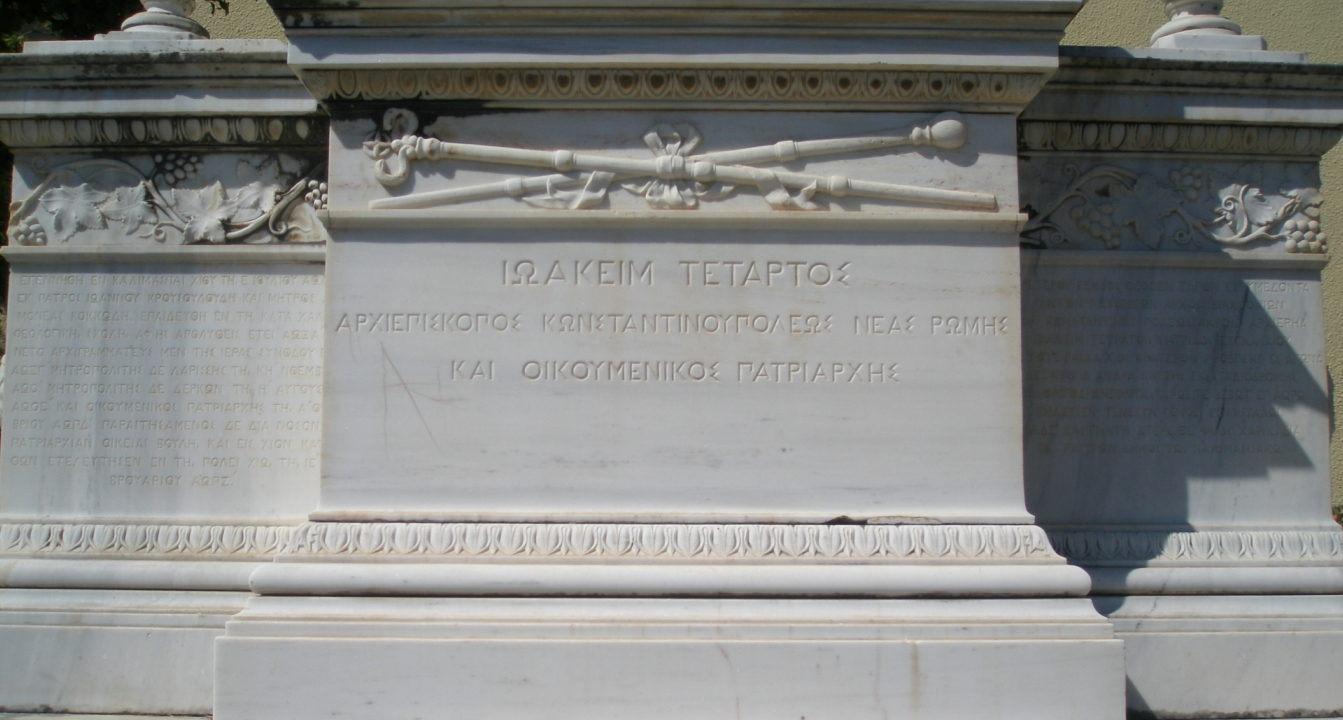
Sepulcre de Patriarca Joaquim IV a l'illa de Quíos

Joaquim IV (en grec Ἰωακεὶμ Δ') va ser Patriarca de Constantinoble des del 13 d'octubre de l'any 1884 fins al 26 de novembre de 1886.
Va néixer a l'illa de Quios el 5 de juliol de 1837. La seva mare era germana del patriarca Joaquim II. Després de l'educació primària va ingressar a l'Escola teològica de Khalki, on es va graduar l'any 1860 amb les millors notes. Va ser ordenat diaca i va prendre el nom de Joaquim en honor del seu oncle. Quan era sacerdot el van nomenat primer secretari del Sant Sínode, l'any 1863. El 1870 va ser elegit metropolità de Larisa, i el 1875 el van enviar al Mont Atos per resoldre diverses disputes. Va ser metropolità de Derka el mateix 1875. Va formar part de diverses comissions eclesiàstiques i va viatjar per tot l'Imperi.
L'any 1883 va emmalaltir de tuberculosi i va marxar a Atenes; allà els metges li van recomanar que anés a Palerm, a Sicília. Durant la seva estada a Itàlia va visitar el papa Lleó XIII, una visita que es va comentar de moltes maneres. Passant per Viena i restablert, va tornar a Constantinoble el 1884. Aquell any va ser elegit patriarca de Constantinoble.
Durant el seu patriarcat es van restablir les relacions amb les Esglésies ortodoxes de Sèrbia i Romania, que es trobaven molt deteriorades. El restabliment de la seva malaltia va durar poc temps, i va tornar a posar-se malalt. El 16 d'octubre de 1885 van marxar de Calcis on havia anat a recuperar-se, per passar l'hivern a una casa particular de Fanarios. A la primavera de 1886, va tornar a anar a Khalki. Veient que no es podia curar, va decidir de renunciar a la seu patriarcal, cosa que va fer al novembre de 1886.